# Pokolmártás
A középkorban a „hitszegő- vagy pokolmártás” így készült: „végy egy font szőlőt, s törd össze egy vízimadár vérével és tüdejével, tégy hozzá törött borsot és ecetben áztatott kenyeret. A friss szőlőt borral is helyettesítheted. Szórj még bele gyömbért, fahéjat és másféle fűszereket. Főzd egy fél óráig, állandóan kevergetve, hogy le ne égjen. Cukrot is tehetsz bele.”
A pokolmártás nyomot hagyott a szépirodalomban is (az eredeti angol szövegben Saucy Sally szerepel):
HINÁRBA ÁZTATVA,
AVAGY
AZ ÓCEÁN HAJÓTÖRÖTTEI
(RÉGI MÓDI TENGERÉSZ-TÖRTÉNET)
Magyarra írta: Karinthy Frigyes

„1867 augusztusában léptem a Pokolmártás fedélzetére, mely a gravesendi dokk mögött vesztegelt abban az időben, másodkormányzói minőségben. (Tudniillik én.) ”

– Stephen Leacock